# Аґриколаїт
Аґриколаїт — мінерал класу карбонатів. Його назвали в 2011 році чеські вчені Р. Скала, П. Ондруш, Ф. Веселовський, І. Цісаржова та Й. Глоушек на честь Ґеорґіуса Аґріколи, німецького вченого, якого вважають батьком мінералогії.

## Характеристики
Аґріколаїт — карбонат уранілу та калію з хімічною формулою K4(UO2)(CO3)3. Кристалізується в моноклінній системі. Його твердість за шкалою Мооса становить 4.
За класифікацією Нікеля-Штрунца аґріколаїт належить до розділу «02.ED: Уранілкарбонати зі співвідношенням UO2:CO3 = 1:3» разом із такими мінералами: бейліїт, свартцит, альбрехтшрауфіт, лібігіт, реббіттит, андерсоніт, грімселіт, віденманніт, цнукаліт і чейкаїт .

## Кристалографія
Структура аґріколаїту ідентична структурі синтетичного K4(UO2)(CO3)3 і складається з окремих груп (UO2)(CO3)3, організованих у шари, паралельні осі (100), і двох нееквівалентних кристалічних центрів, які займають катіони К+.

## Прояви
Аґріколаїт був виявлений у порожнинах анкериту в гнейсі в тунелі покинутої копальні Giftkies в Яхимові (Чехія).